# شارل دومون
شارل دومون (فرانسوی: Charles Dumont‎؛ ۲۶ مارس ۱۹۲۹ –  ۱۸ نوامبر ۲۰۲۴) بازیگر و خواننده اهل فرانسه بود.
از فیلم‌ها یا مجموعه‌های تلویزیونی‌ای که وی در آن‌ها نقش داشته‌است، می‌توان به ترافیک و داستان بل استار اشاره کرد.
وی همچنین برندهٔ جوایزی همچون شوالیهٔ لژیون دونور شده‌است.
دومون در ۱۸ نوامبر ۲۰۲۴، در سن ۹۵ سالگی، در خواب درگذشت.